# منصة الأغذية المعدلة جينيا لدى منظمة الأغذية والزراعة
منصة الأغذية المعدلة جينياً لدى منظمة الأغذية والزراعة هي منصة ويب تستطيع بها الدول المشتركة مشاركة المعلومات تبعًا لتقييمهم عن مدي أمان الأطعمة المعدل جينيًا (الحمض النووي المؤتلف) و المغذيات المعتمدة على الدستور الغذائي. هي أيضا تسمح بمشاركة التقييم عن التلوث منخفض المستوي.
أقيمت المنصة بواسطة منظة الطعام والزراعة التابعة للأمم المتحدة وأطلقت في مقرها الرسمي في روما بتاريخ 1\7\2013. المعلومات المحملة على المنصة متاحة للقراءة مجانا